# غاري بيرس (سياسي)
غاري بيرس (بالإنجليزية: Gary Pierce)‏ هو سياسي أمريكي، ولد في 1952 في إلينوي في الولايات المتحدة. نشط حزبياً في الحزب الجمهوري. وقد انتخب عضو مجلس نواب أريزونا.